# San Polo di Piave
San Polo di Piave är en ort och kommun i provinsen Treviso i regionen Veneto i Italien. Kommunen hade 4 970 invånare (2018).